# كارل هدسون
كارل هدسون هو لاعب هوكي الجليد كندي، ولد في 2 يناير 1986 في Smooth Rock Falls ‏ في كندا.

## وصلات خارجية
- كارل هدسون على موقع دوري الهوكي الوطني (الإنجليزية)
- كارل هدسون على موقع EliteProspects.com (الإنجليزية)
- كارل هدسون على موقع HockeyDB.com (الإنجليزية)